# E.C.R. Lorac
E.C.R. Lorac, pseudonyme de Edith Caroline Rivett (Hendon, Middlesex, 13 juin 1894 - 2 juillet 1958), est un auteur britannique de roman policier.

## Biographie
Née à Hendon, Middlesex, ancienne banlieue de Londres, aujourd'hui incorporée à la grande cité, Edith Rivett vit son adolescence dans le quartier artistique londonien de St. John's Wood, milieu qu'elle évoque plus tard dans Murder in St. John's Wood (1934). Inscrite à une prestigieuse école d'art, elle garde longtemps espoir, finalement déçu, de devenir peintre.  Aussi, même lorsque sa carrière littéraire aura pris son envol, elle continuera à peindre et à s'adonner à la calligraphie. 
Elle vient à la littérature en tentant de vendre des articles sur la politique, l'art et les grands textes de l'humanité jusqu'à ce qu'un éditeur lui suggère plutôt d'écrire quelque chose qui puisse de vendre.  Sous le pseudonyme de E.C.R. Lorac, elle publie donc en 1931 un premier roman policier, Murder on the Burrows, où apparaît son héros récurrent, l'inspecteur Robert MacDonald, un limier perspicace et courageux qui a servi pendant la Première Guerre mondiale dans un bataillon des London Scottish.  Au fil de la quarantaine d'enquêtes que sa créatrice lui consacre, on suit pas à pas la carrière de MacDonald jusqu'à sa nomination au grade de superintendant. Dans plusieurs romans des années 1950, MacDonald, flanqué de son adjoint Reeves, fait des échappées hors de Londres pour résoudre une énigme crapuleuse qui perturbe la tranquillité d'un petit village, prétexte pour l'auteur à de fines observations sur le milieu rural anglais d'après-guerre. 
Membre du Detection Club de 1937 à sa mort, Rivett signe également du pseudonyme Carol Carnac une trentaine de romans ayant souvent pour figure centrale l'inspecteur-chef Julian Rivers, fin connaisseur d'art à ses heures.

## Œuvre

### Romans

#### SérieInspecteur MacDonald
- The Murder on the Burrows (1931)
- The Affair at Thor's Head (1932)
- The Greenwell Mystery (1932)
- Death on the Oxford Road (1933)
- The Case of Colonel Marchand (1933)
- Murder in St.John's Wood (1934)
- Murder in Chelsea (1934)
- The Organ Speaks (1935)
- Crime counter Crime (1936)
- Post after Post-Mortem (1936)
- A Pall for a Painter (1936) Publié en français sous le titre Le Linceul du peintre, Paris, S.E.P.E., coll. « Le Labyrinthe », 1947
- Bats in the Belfry (1937)
- These Names Make Clues (1937) Publié en français sous le titre Le Fil d'Ariane, Paris, S.E.P.E., coll. « Le Labyrinthe », 1948
- The Devil and the C.I.D. (1938)
- Slippery Staircase (1938)
- John Brown's Body (1939)
- Black Beadle (1939)
- Death at Dyke's Corner (1940)
- Tryst for a Tragedy (1940)
- Case in the Clinic (1941) Publié en français sous le titre La Chère Emma, Paris, Librairie des Champs-Élysées, coll. « Le Masque » no 682, 1960 ; réédition, Paris, Librairie des Champs-Élysées, coll. « Club des Masques » no 107, 1970
- Rope's End, Rogue's End (1942)
- The Sixteenth Stair (1942) Publié en français sous le titre La Seizième Marche, Paris, Librairie des Champs-Élysées, coll. « Le Masque » no 689, 1960
- Checkmate to Murder (1944) Publié en français sous le titre Savez-vous où est Rosanna ?, Paris, Librairie des Champs-Élysées, coll. « Le Masque » no 713, 1961 ; réédition sous le titre Savez-vous où est Rose ?, Paris, Librairie des Champs-Élysées, coll. « Club des Masques » no 143, 1972
- Fell Murder (1944)
- Murder by Matchlight (1945) Publié en français sous le titre Meurtre dans le black-out, Paris, Bordas, 1947
- Fire in the Thatch (1946) Publié en français sous le titre Feu de paille, Paris, Librairie des Champs-Élysées, coll. « Le Masque » no 624, 1958
- The Theft of the Iron Dogs (1946)
- Relative to Poison (1947) Publié en français sous le titre Quelle famille !, Paris, Librairie des Champs-Élysées, coll. « Le Masque » no 401, 1951
- Death before Dinner (1948) Publié en français sous le titre Dîner avec la mort, Paris, Librairie des Champs-Élysées, coll. « Le Masque » no 460, 1953
- Part for a Poisoner (1948)
- Still Waters (1949) Publié en français sous le titre L'Eau qui dort, Paris, Librairie des Champs-Élysées, coll. « Le Masque » no 633, 1958
- Policemen in the Precinct (1949) Publié en français sous le titre La Méchante Madame Mayden, Paris, Librairie des Champs-Élysées, coll. « Le Masque » no 438, 1953
- Accident by Design (1950)
- Murder of a Martinet (1951) Publié en français sous le titre Mort le venin, Paris, Librairie des Champs-Élysées, coll. « Le Masque » no 447, 1953
- The Dog It Was That Died (1952) Publié en français sous le titre Ce fut le chien qui mourut, Paris, Librairie des Champs-Élysées, coll. « Le Masque » no 470, 1954
- Murder in the Mill-Race (1952) Publié en français sous le titre Le Manoir de la douairière, Paris, Librairie des Champs-Élysées, coll. « Le Masque » no 702, 1960 ; réédition, Paris, Librairie des Champs-Élysées, coll. « Club des Masques » no 204, 1974
- Crook O'Lune (1953)
- Speak Justly of the Dead (1953)
- Shroud of Darkness (1954) Publié en français sous le titre Brumes, Paris, Librairie des Champs-Élysées, coll. « Le Masque » no 523, 1955
- Let Well Alone (1954) Publié en français sous le titre La Ferme abandonnée, Paris, Librairie des Champs-Élysées, coll. « Le Masque » no 561, 1956 ; réédition, Paris, Librairie des Champs-Élysées, coll. « Club des Masques » no 113, 1971
- Ask a Policeman (1955) Publié en français sous le titre Demandez à l'agent, Paris, Librairie des Champs-Élysées, coll. « Le Masque » no 556, 1956
- Murder in Vienna (1956) Publié en français sous le titre Trois coups pour rien, Paris, Librairie des Champs-Élysées, coll. « Le Masque » no 612, 1958
- Picture of Death (1957) Publié en français sous le titre Prenez garde à la peinture, Paris, Librairie des Champs-Élysées, coll. « Le Masque » no 618, 1958
- Dangerous Domicile (1957) Publié en français sous le titre La Maison du crime, Paris, Librairie des Champs-Élysées, coll. « Le Masque » no 649, 1959
- Death in Triplicate (1958) Publié en français sous le titre Elles sont folles, Paris, Librairie des Champs-Élysées, coll. « Le Masque » no 666, 1960 ; réédition, Paris, Librairie des Champs-Élysées, coll. « Club des Masques » no 257, 1975
- Murder on a Monument (1958)
- Dishonour among Thieves ou The Last Escape [É.-U.] (1959)

#### Autres romans signés E.C.R. Lorac
- Death of an Author (1935)
- Death Came Softly (1943)

#### SérieInspecteur Julian Rivers, signée Carol Carnac en Angleterre et E.C.R. Lorac en France
- A Double for Detection (1945)
- The Striped Suitcase (1946)
- Clue Sinister (1947)
- Over the Garden Wall (1948)
- Upstairs Downstairs (1950)
- Copy for Crime (1950)
- It's Her Own Funeral (1951) Publié en français sous le titre Le Destin des Tempest, Paris, Librairie des Champs-Élysées, coll. « Le Masque » no 519, 1955 ; réédition, Paris, Librairie des Champs-Élysées, coll. « Club des Masques » no 232, 1975
- Crossed Skis (1952) Publié en français sous le titre Sports d'hiver, Paris, Librairie des Champs-Élysées, coll. « Le Masque » no 532, 1956 ; réédition, Paris, Librairie des Champs-Élysées, coll. « Club des Masques » no 299, 1977
- Murder as a Fine Art (1953)
- A Policeman at the Door (1953)
- Impact of Evidence (1954) Publié en français sous le titre Le Hameau perdu, Paris, Librairie des Champs-Élysées, coll. « Le Masque » no 513, 1955 ; réédition, Paris, Librairie des Champs-Élysées, coll. « Club des Masques » no 127, 1971
- Murder among Members (1955)
- Rigging the Evidence (1955)
- The Double Turn (1956) Publié en français sous le titre Le Double Tour, Paris, Librairie des Champs-Élysées, coll. « Le Masque » no 582, 1957
- Long Shadows (1958)

#### Autres romans
- Triple Death (1936)
- Murder at Mornington (1937)
- The Missing Rope (1937)
- When the Devil Was Sick (1939)
- The Case of the First Class Carriage (1939)
- Death in the Diving Pool (1940)
- The Burning Question (1957) Publié en français sous le titre L'Affaire de Langland, Paris, Librairie des Champs-Élysées, coll. « Le Masque » no 640, 1959
- Death of a Lady Killer (1959)

### Nouvelles
- A Bit of Wire-Pulling (1951)
- Remember to Ring Twice (1952)
- Death at the Bridge Table (1952)
- Chance Is a Grest Thing (1953)
- Permanent Policeman (1953)

## Sources
- Jacques Baudou et Jean-Jacques Schleret, Le Vrai Visage du Masque, vol. 1, Paris, Futuropolis, 1984, 476 p. (OCLC 311506692), p. 286-287.
- Anne Martinetti, "Le Masque" : histoire d'une collection, Amiens, Encrage, coll. « Références » (no 3), 1997, 143 p. (ISBN 978-2-906389-82-3), p. 83.
- Claude Mesplède, Dictionnaire des littératures policières, vol. 2 : J - Z, Nantes, Joseph K, coll. « Temps noir », 2007, 1086 p. (ISBN 978-2-910686-45-1, OCLC 315873361), p. 221-222.